# Masayoshi Nagata
Pour les articles homonymes, voir Nagata (homonymie).
Masayoshi Nagata (Japonais: 永田 雅宜 Nagata Masayoshi, 1927-2008) est un mathématicien japonais connu pour ses travaux dans le domaine de l'algèbre commutative.
En 1959, il mit au jour un contre-exemple au cas général du quatorzième problème de Hilbert.
Il est connu aussi pour son théorème de compactification (en), sa conjecture sur les courbes et celle sur les automorphismes (en), démontrée en 2004.
Il eut le mathématicien Shigefumi Mori comme élève à l'université de Kyoto.

## Publications
(en) Local Rings, New York-London, John Wiley & Sons, coll. « Interscience Tracts in Pure and Applied Mathematics » (no 13), 1962, réimpr. R. E. Krieger, 1975  (ISBN 0-88275-228-6)